# Papilio demodocus
Papilio demodocus är en fjärilsart som beskrevs av Eugen Johann Christoph Esper 1798.
Papilio demodocus ingår i släktet Papilio och familjen riddarfjärilar. Artens utbredningsområde är Tanzania. Inga underarter finns listade i Catalogue of Life.

## Bildgalleri

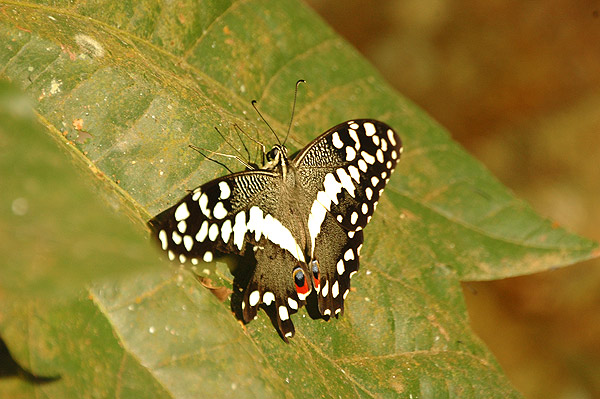
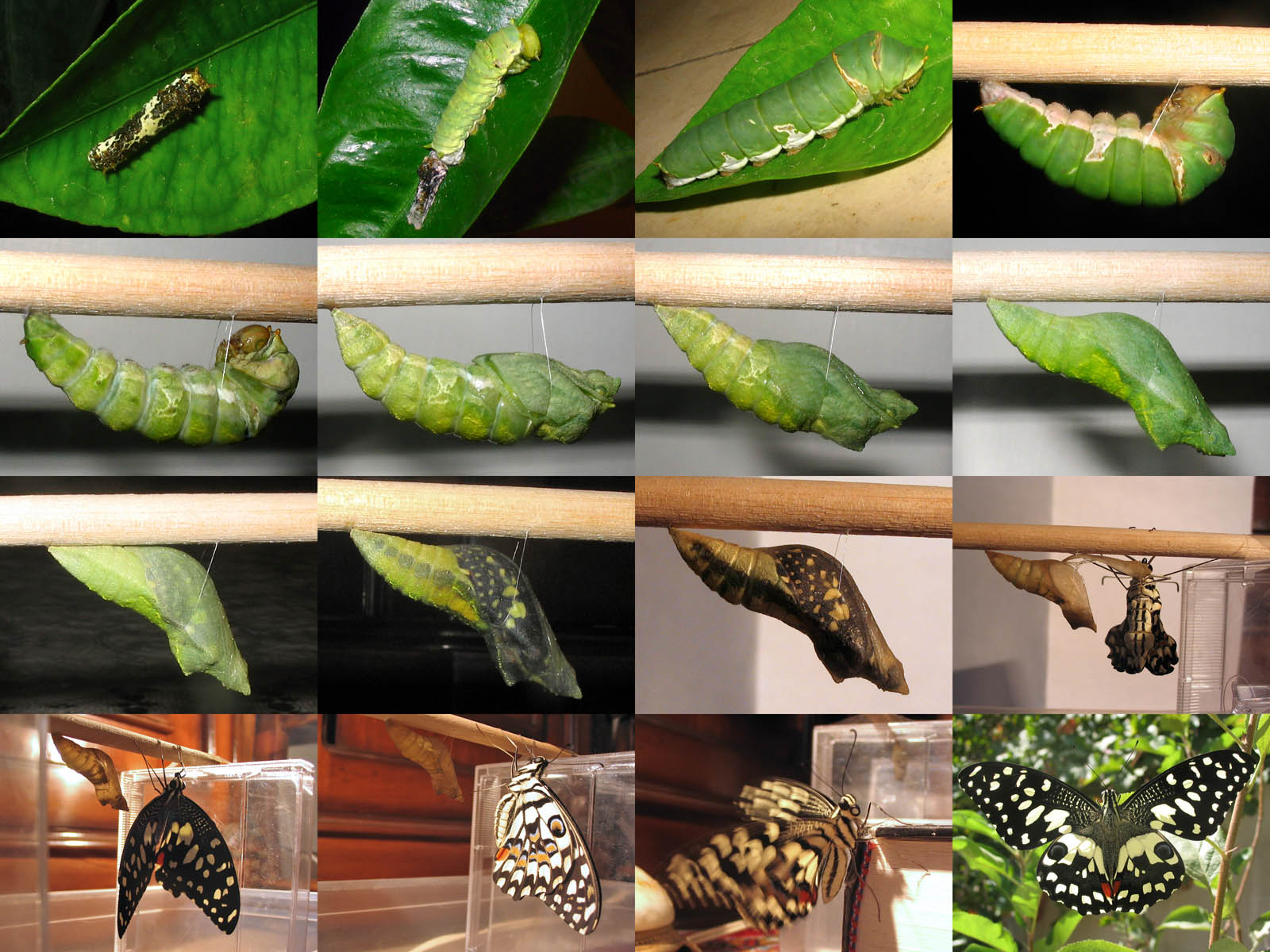
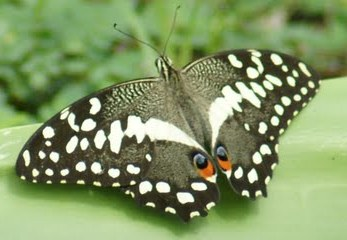
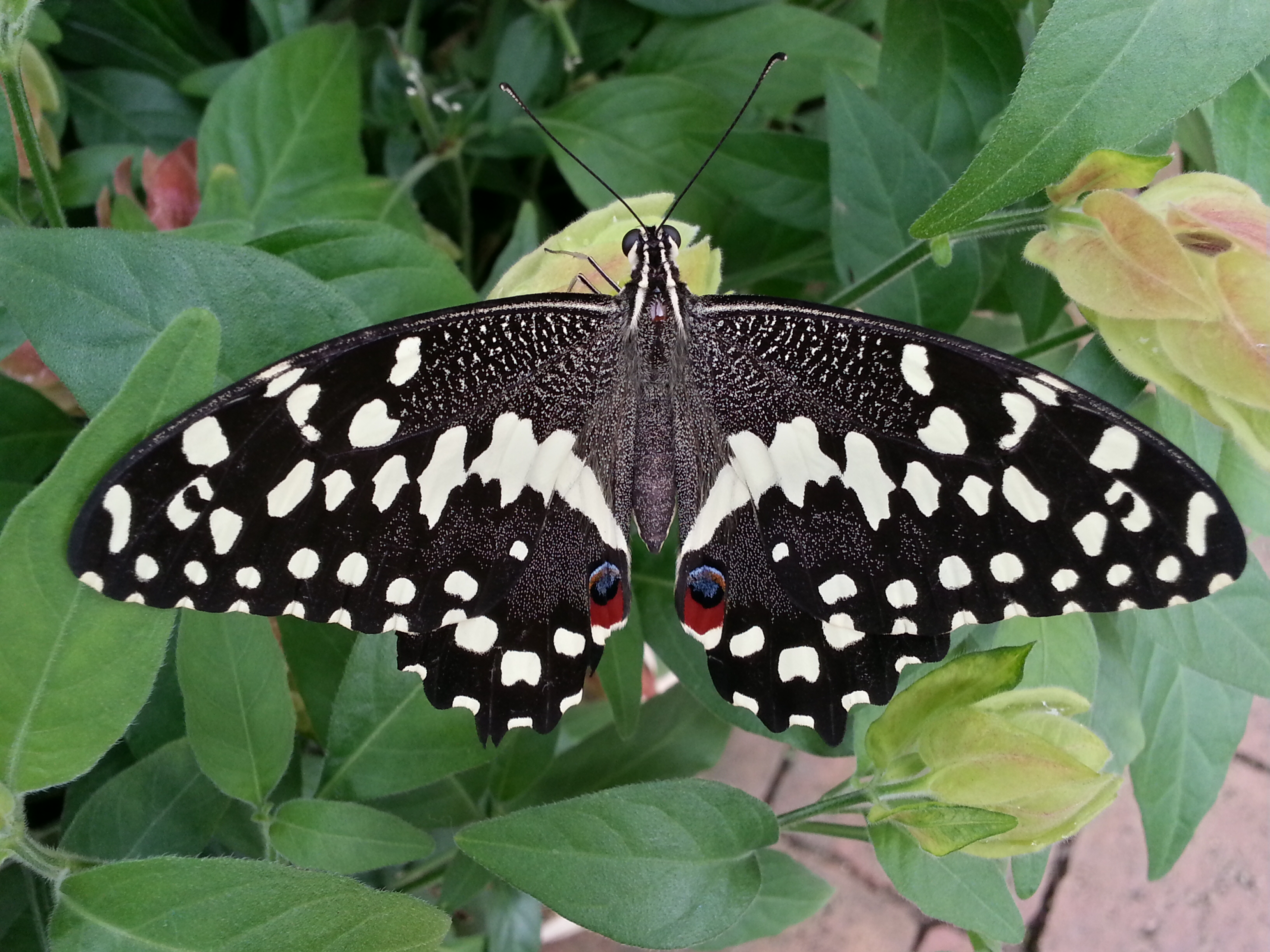
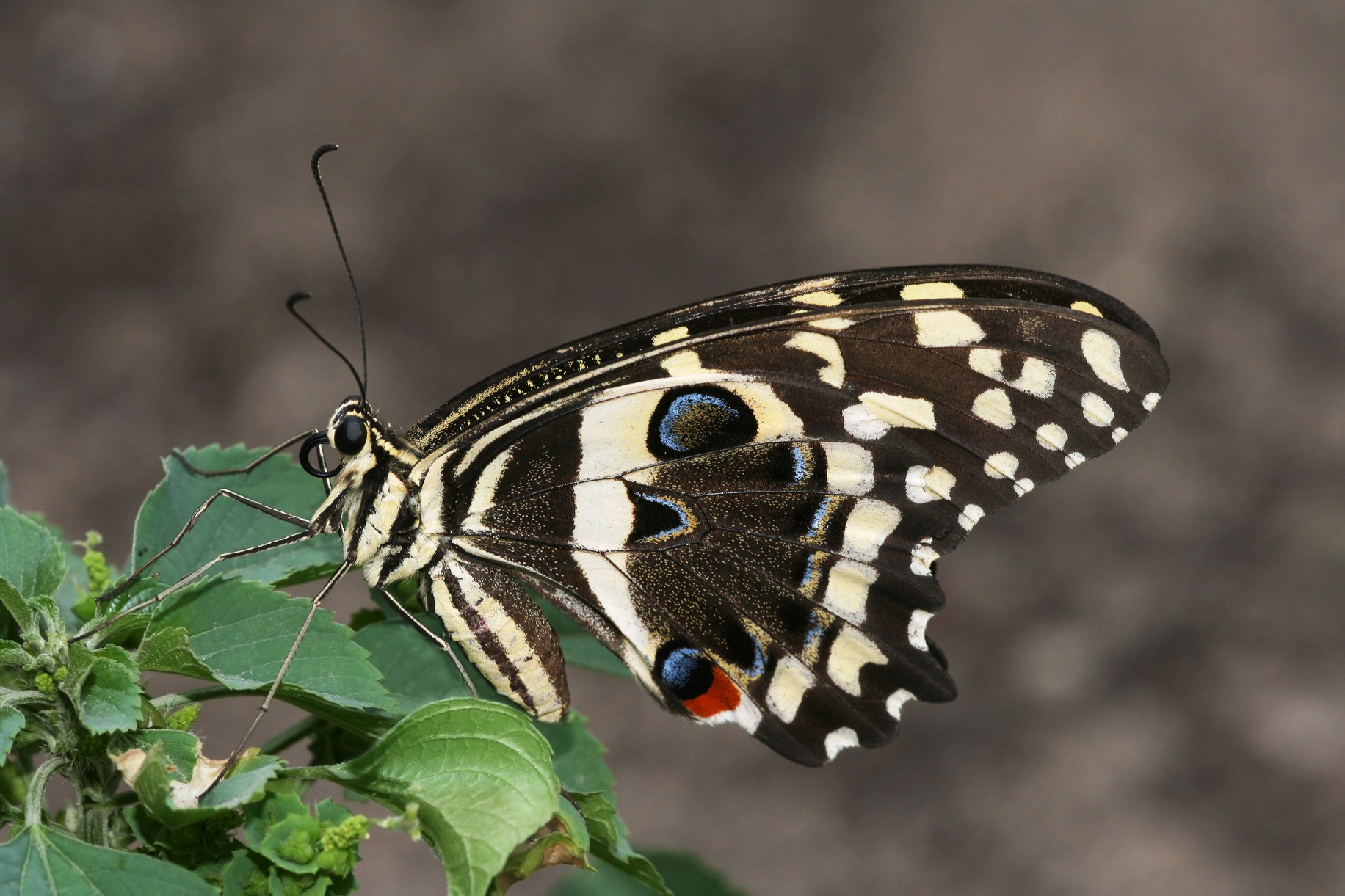